# Bifurcació (matemàtiques)
La teoria de bifurcacions és un camp matemàtic centrat en l'estudi dels canvis en l'estructura qualitativa o topològica del comportament d'un conjunt d'equacions. La teoria té una importància pràctica molt important en enginyeria i física.
La teoria de la bifurcació estudia el comportament de famílies de solucions matemàtiques, com per exemple les corbes integrals d'un camp vectorial, i les solucions d'una família d'equacions diferencials. Generalment en referència a sistemes dinàmics, una bifurcació es dona quan una petita variació en els valors dels paràmetres d'un sistema (paràmetres de bifurcació) causa un brusc canvi "qualitatiu" o topològic en el seu comportament. Les bifurcacions poden produir-se tant en sistemes continus com en sistemes discrets.

## Tipus de bifurcacions

### Bifurcacions locals

Retrat de fase que mostra una bifurcació fold.

Les bifurcacions locals són aquelles que poden ser analitzades completament mitjançant canvis en les propietats de l'estabilitat local —ja siguin de punts d'equilibri, òrbites locals o altres conjunts invariants— a mesura que els paràmetres travessen llindars crítics. Les bifurcacions locals més típiques són:
- Bifurcació sella-node, tangencial o fold
- Bifurcació trident o pitchfork
- Bifurcació transcrítica
- Bifurcació de Hopf

Aquests diferents tipus de bifurcacions locals possibles són punts crítics d'un sistema, el comportament específic de la qual depèn de les derivades superiors del sistema. De fet, els tipus de comportaments qualitatius del sistema en punts no ordinaris poden classificar-se en funció del valor d'aquestes derivades. Donat un sistema no lineal d'equacions de la forma:

(*){\displaystyle \mathbf {F} (\mathbf {u} ,\phi ,\mathbf {v} )=0,\qquad \mathbf {F} :\mathbb {R} ^{n}\times \mathbb {R} \times \mathbb {R} ^{p}\to \mathbb {R} ^{k}}

on:
{\displaystyle \mathbf {u} } és la variable d'estat,
{\displaystyle \phi \,} és el paràmetre crític que controla l'aparició de la bifurcació,
{\displaystyle \mathbf {v} } és un conjunt de paràmetres que controlen el tipus de bifurcació que es produeix,
un punt de bifurcació és un punt crític {\displaystyle (\mathbf {u} _{c},\phi _{c},\mathbf {v} )} del sistema anterior, que compleix algunes condicions addicionals; per tal de formular aquestes condicions, hom construeix la forma reduïda de Liapunov-Schmidt-Koiter {\displaystyle {\tilde {F}}} del sistema anterior:

(**){\displaystyle {\tilde {F}}(w,{\tilde {\phi }},\mathbf {v} )={\boldsymbol {\xi }}^{T}\mathbf {F} (\mathbf {u} _{c}+w{\boldsymbol {\eta }}+\sum _{j}\psi _{j}(w,{\tilde {\phi }},\mathbf {v} ),\phi _{c}+{\tilde {\phi }},\mathbf {v} )=0}

Un punt de sella, també anomenat punt de retorn, punt límit o "bifurcació" tangencial és un punt crític on:

{\displaystyle {\frac {\partial {\tilde {F}}(0,0,\mathbf {v} )}{\partial w}}=0,\qquad {\frac {\partial {\tilde {F}}(0,0,\mathbf {v} )}{\partial {\tilde {\phi }}}}\neq 0}

Un punt de bifurcació pròpiament dit és un punt crític on es compleix que:

{\displaystyle {\frac {\partial {\tilde {F}}(0,0,\mathbf {v} )}{\partial w}}=0,\qquad {\frac {\partial {\tilde {F}}(0,0,\mathbf {v} )}{\partial {\tilde {\phi }}}}=0}

Les bifurcacions poden classificar-se en termes de les derivades superiors:

{\displaystyle {\begin{cases}{\frac {\partial ^{2}{\tilde {F}}(0,0,\mathbf {v} )}{\partial w^{2}}}\neq 0&{\mbox{(transcrítica)}}\\{\frac {\partial ^{2}{\tilde {F}}(0,0,\mathbf {v} )}{\partial w^{2}}}=0,\ {\frac {\partial ^{3}{\tilde {F}}(0,0,\mathbf {v} )}{\partial w^{3}}}\neq 0&{\mbox{(trident)}}\end{cases}}}

### Bifurcacions globals
Les bifurcacions globals apareixen normalment en conjunts d'invariants més amplis del sistema, els quals "col·lideixen" entre ells o amb els punts d'equilibri del sistema. Per tant, no poden detectar-se de forma exclusiva mitjançant una anàlisi dels punts d'equilibri.
Les bifurcacions globals més típiques són:
- Bifurcació homoclínica
- Bifurcació heteroclínica
- Bifurcació de període infinit